# Ryan McCombs
Ryan McCombs, né le 16 juillet 1974 à Muncie dans l'Indiana, est un chanteur de heavy metal et de nu metal américain.
Remarqué grâce à un CD réunissant des groupes sans label, il est engagé en 1997 par SOiL comme chanteur. Le deuxième album du groupe, Scars, en 2001, est un succès commercial et leur confère un statut international. Lors de la tournée qui suivit la sortie de leur troisième album, Redefine, en 2004, Ryan McCombs décida brutalement de quitter le groupe.
Après un an sans chanter, il rejoint Drowning Pool, groupe dont il est le troisième chanteur après Dave Williams, décédé en 2002, et Jason Jones, parti vers d'autres horizons musicaux. Le troisième album du groupe, Full Circle, sort en 2007, et le single qui en est extrait, 37 Stitches, dépasse les précédents succès de Drowning Pool.
En novembre 2011, il décide de quitter le groupe pour retourner avec SOiL.

## Discographie

### AvecSOiL
- Throttle Junkies (1999)
- Scars (2001)
- Redefine (2004)
- True Self (2006)
- Re-LIVE-ing The Scars (2012)
- Whole (2013)
- Play It Forward (2022)

### AvecDrowning Pool
- Full Circle (2007)
- Loudest Common Denominator (2009)
- Drowning Pool (2010)